# کالج (فیلم ۱۹۲۷)
کالج (انگلیسی: College) یک فیلم کوتاه صامت در سبک کمدی-درام به کارگردانی جیمز دبلیو هورن و باستر کیتون است که در سال ۱۹۲۷ منتشر شد. از بازیگران آن می‌توان به باستر کیتون، هارولد گودوین، سام کرافورد، ان کرنوال و فلورنس ترنر اشاره کرد.